# Pierre Legrain

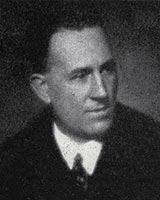
Pierre Legrain

Pierre-Émile Legrain (* 2. Oktober 1889 in Levallois-Perret; † 17. Juli 1929 in Paris) war ein französischer Buchbinder, Möbeldesigner und Innenarchitekt des Art déco.

## Leben
Als Sohn eines wohlhabenden Industriellen genoss Pierre Legrain eine glückliche Kindheit. Er war Schüler an der katholischen Institution Notre-Dame de Sainte-Croix in Neuilly-sur-Seine. Im Alter von 12 Jahren bat er seine Eltern ihn hieraus zu entlassen und ihm stattdessen Zeichenunterricht zu ermöglichen, worauf er die École des Arts Appliqués Germain Pilon besuchte. 1908 trat er in das Atelier des Designers Paul Iribe (1883–1935) ein, mit dem er 1912 an der Inneneinrichtung der Wohnung des Modeschöpfers und Kunstmäzens Jacques Doucet arbeitete. Obwohl er im Ersten Weltkrieg wegen eines Herzfehlers für dienstuntauglich erklärt wurde, bestand Legrain darauf eingezogen zu werden. Sein Sekretariatsdienst erlaubte es ihm, Zeichnungen für Publikationen wie Assiette au beurre, Le Journal, Le Témoin oder Le Mot anzufertigen.
1916 engagierte Doucet den Künstler um Entwürfe von Einbänden für Doucets Sammlung von Büchern und Manuskripten zu konzipieren. Legrain, der zu diesem Zeitpunkt noch keine Erfahrung als Buchbinder hatte, richtete sich in Doucets Speisesaal ein und entwarf zwischen 1917 und 1919 rund 370 Einbände, von denen die meisten von dem Buchbinder René Kieffer, aber auch von dessen Kollegen Georges Canape, Henri Noulhac und Germaine Schroeder ausgeführt wurden. Im Anschluss entwarf Legrain Möbel und andere Kunstobjekte für Doucet. Zu dieser Zeit erhielt Legrain auch einen Auftrag von Jeanne Tacharp zur Renovierung ihres Hauses in Paris und ihrer Villa in La Celle-Saint-Cloud. Sein Design erstreckte sich von den Türschlössern und der Beleuchtung über die Möbel und das Tafelsilber bis in den Garten.
1919 stellte Legrain seine Einbände auf dem Salon der Société des Artistes Décorateurs aus. Nachdem er den Prix Blumenthal erhalten hatte, erregten Zeitungsartikel, die über seine Einbände berichteten, ab 1922 große Aufmerksamkeit. Die Nachfrage für seine Arbeiten stieg in der Folge stark an, sodass sich Legrain seine Kunden und die zu bindenden Objekte aussuchen konnte. Im November 1923 gab er eine Sonderausstellung in der Galerie Briant-Robert. Zusammen mit Pierre Chareau, Jacques-Émile Ruhlmann, Robert Mallet-Stevens und Paul Poiret zeigte Legrain 1924 auf dem Salon der Société des artistes décorateurs einer Möbelkollektion mit dem Titel La réception et l’intimité d’un appartement moderne (Der Empfang und die Intimität einer modernen Wohnung). Der begeisterte Luxusliebhaber Pierre Meyer beauftragte Legrain mit der Renovierung seines Herrenhauses in der Pariser Avenue Montaigne. Dort konnte Legrain mit unbegrenzten Mitteln seiner schöpferischen Phantasie freien Lauf lassen.
Er richtete sich eine eigene Werkstatt ein, wo er seine Entwürfe nun selber handwerklich umsetzte. Obwohl eine große Nachfrage für andere Dekorationsarbeiten bestand, zog er die Produktion von Einbänden vor. Hierbei entfernten sich seine Entwürfe von den anfänglich einfachen linearen geometrischen Mustern hin zu komplizierteren und oft asymmetrischen Kompositionen, die er ungeachtet ihrer scheinbaren Leichtigkeit mit architektonischer Strenge konzipierte. Bei der Ausfertigung verwendete er neben Leder eine breite Palette von Materialien. Mit seinen auf der Exposition internationale des Arts Décoratifs et industriels modernes 1925 in Paris ausgestellten Arbeiten festigte sich sein Ruf als führender Designer französischer Einbände. Seine besten Entwürfe stammen aus seinem „Schaffensrausch“ zwischen 1925 und seinem Tod 1929. Pierre Legrain verstarb nach einem Herzinfarkt.

## Werke (Auswahl)

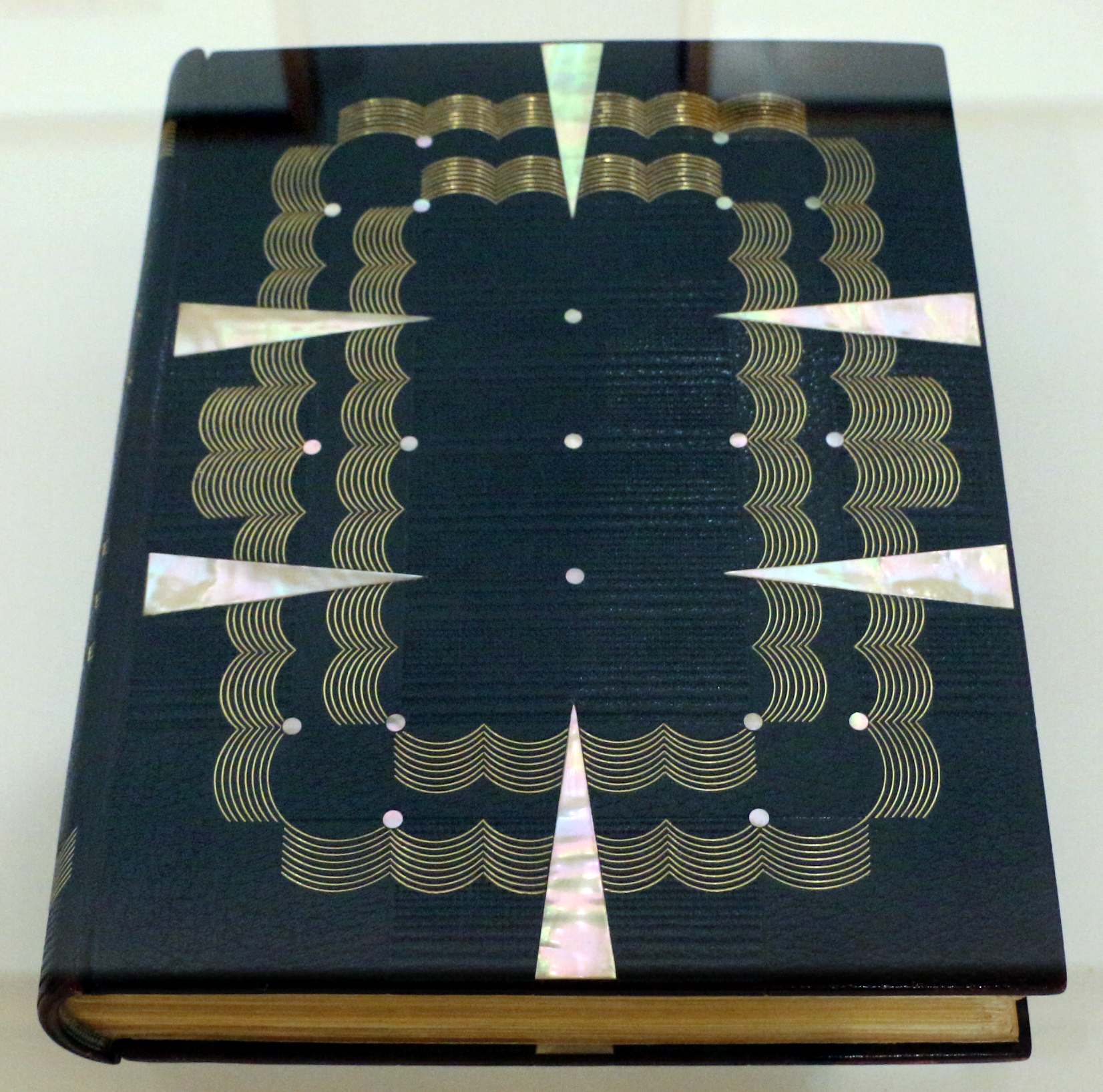
Bucheinband, 1928, Museu Calouste Gulbenkian
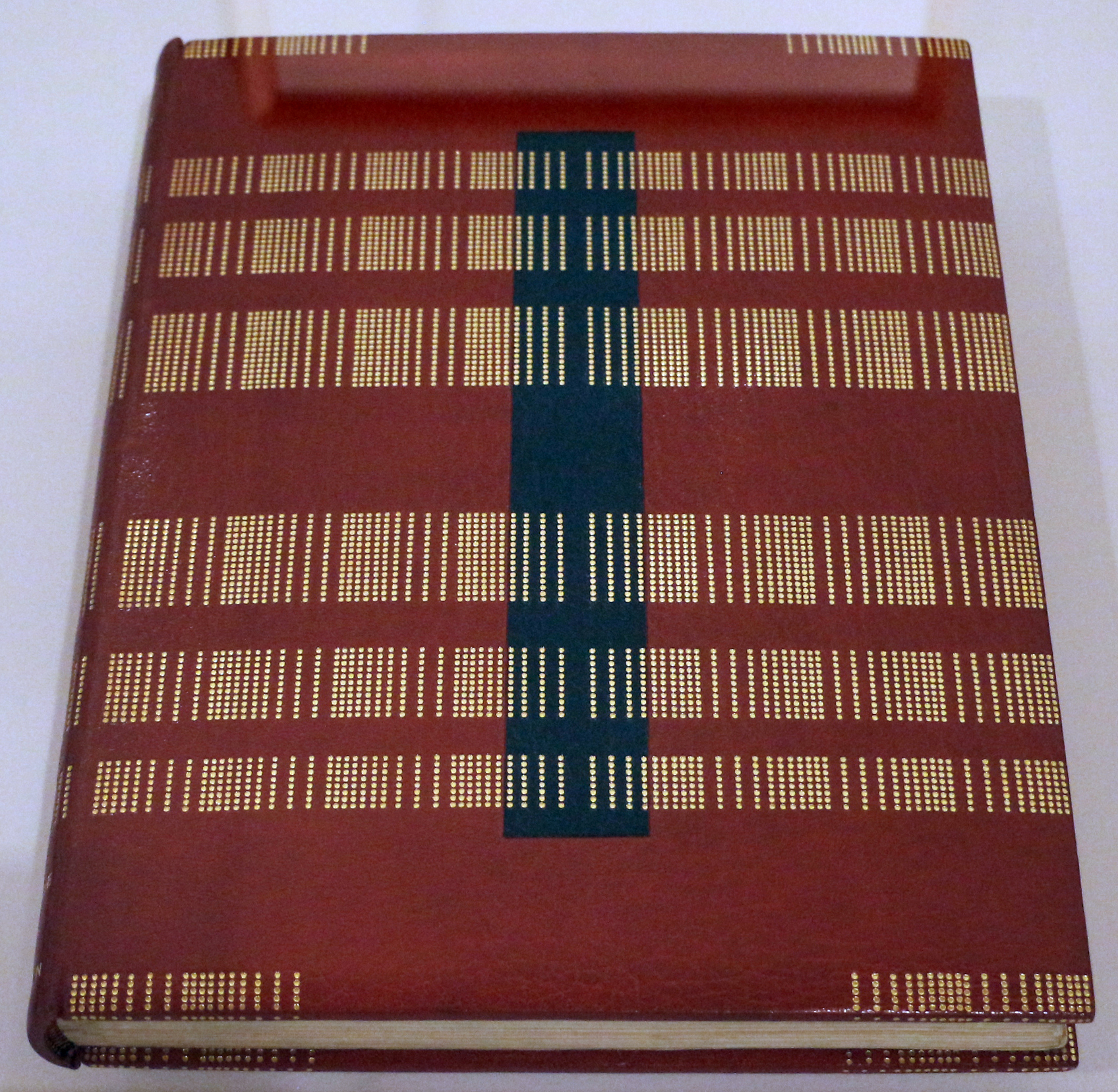
Bucheinband, 1928, Museu Calouste Gulbenkian
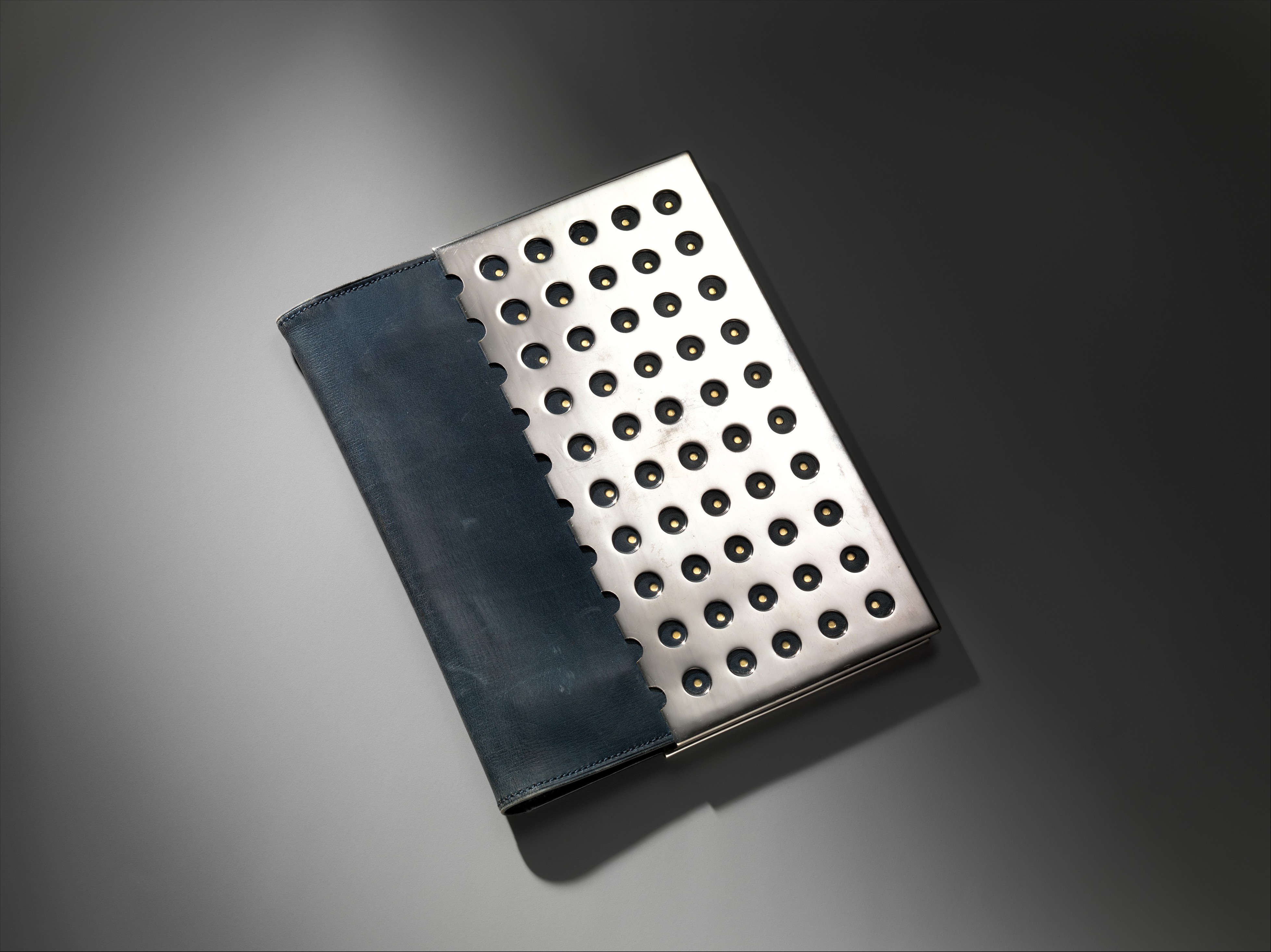
Mappe mit Metalldeckel, etwa 1925, Metropolitan Museum of Art
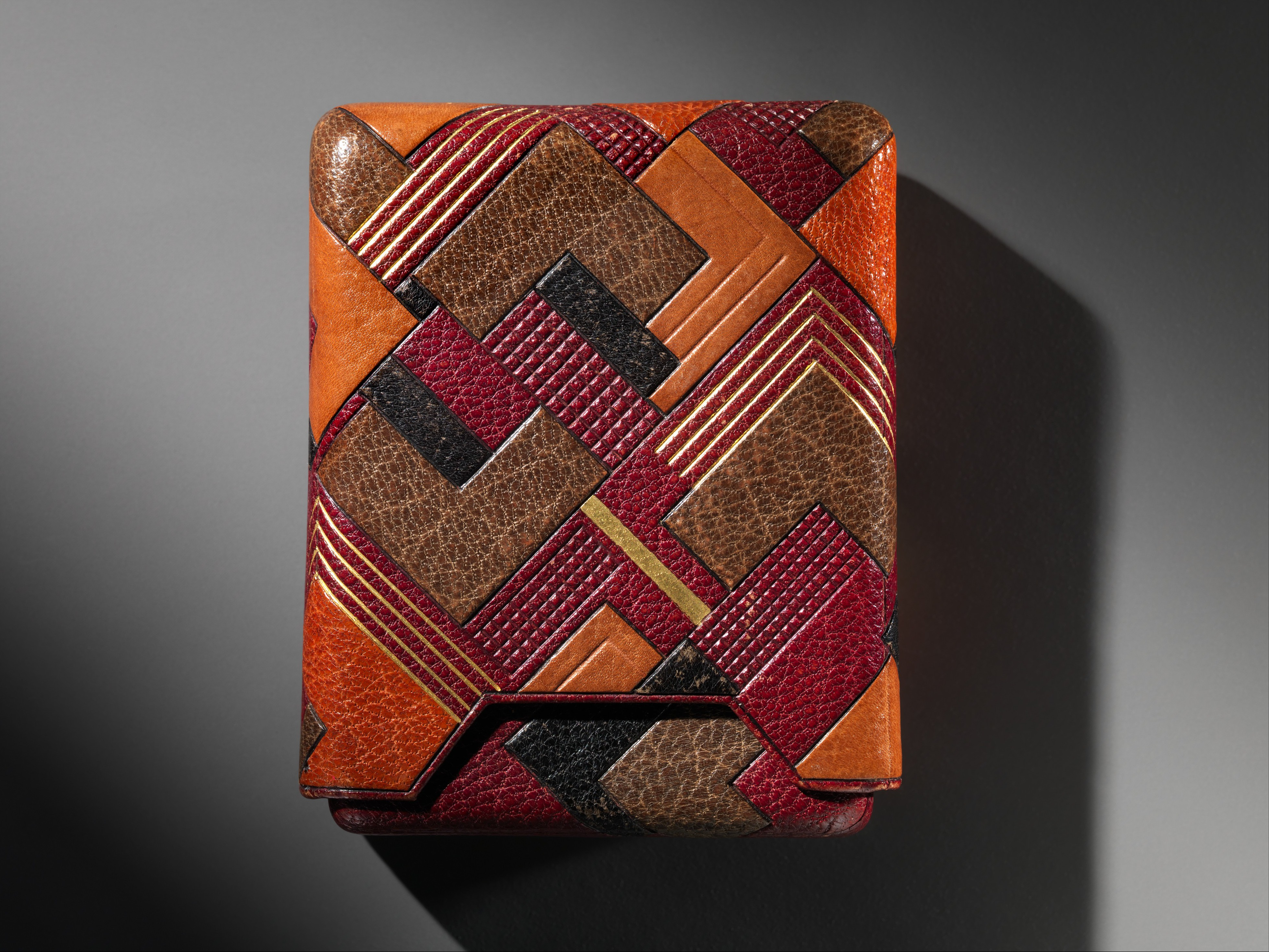
Zigarettenetui, etwa 1925, Metropolitan Museum of Art
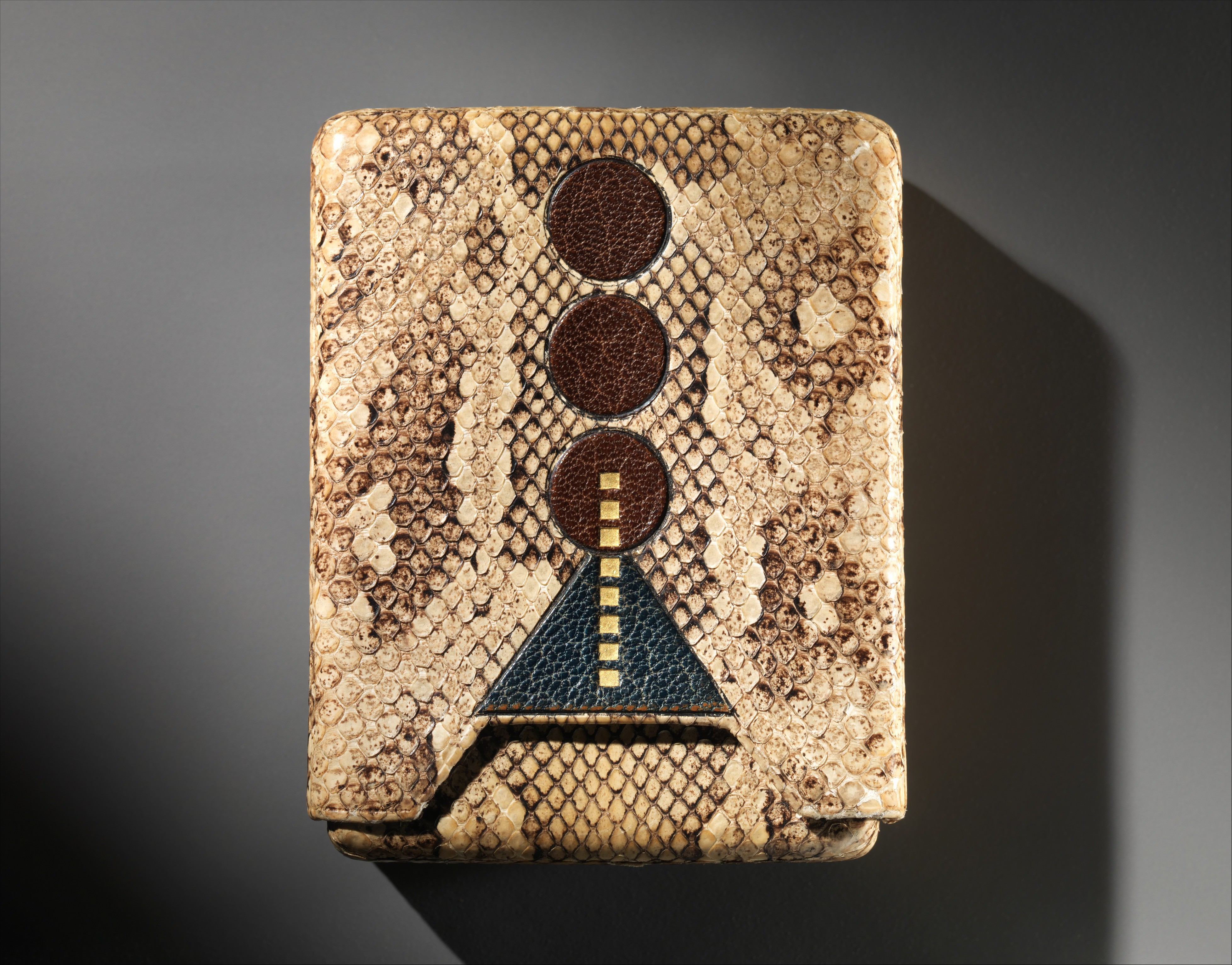
Zigarettenetui, etwa 1925, Metropolitan Museum of Art